# Колома (Новгородская область)
Колома — деревня в Старорусском районе Новгородской области в составе Залучского сельского поселения.

## География
Находится в южной части Новгородской области на расстоянии приблизительно 45 км на юго-восток по прямой от районного центра города Старая Русса на правом берегу реки Пола.

## История
Была показана на карте 1847 года как Коломна с 32 дворами. В 1908 году здесь (тогда село Колома (Спасское) в Старорусском уезде Новгородской губернии) было учтено 58 дворов.

## Население
Численность населения: 372 человека (1908 год), 8 (русские 100 %) в 2002 году, 2 в 2010.